# Tinea prensoria
Tinea prensoria är en fjärilsart som beskrevs av Edward Meyrick 1931. Tinea prensoria ingår i släktet Tinea och familjen äkta malar. Inga underarter finns listade i Catalogue of Life.